# Campionati europei di ciclismo su pista Juniores e Under-23 2022
I Campionati europei di ciclismo su pista Juniores e Under-23 2022 sono stati disputati ad Anadia, in Portogallo, dal 14 al 19 luglio 2022

## Medagliere
| Pos.   | Paese       | Oro | Argento | Bronzo | Totale |
| ------ | ----------- | --- | ------- | ------ | ------ |
| 1      | Italia      | 16  | 2       | 5      | 23     |
| 2      | Germania    | 8   | 13      | 8      | 29     |
| 3      | Regno Unito | 5   | 9       | 7      | 21     |
| 4      | Rep. Ceca   | 5   | 2       | 0      | 7      |
| 5      | Paesi Bassi | 4   | 4       | 1      | 9      |
| 6      | Belgio      | 3   | 2       | 4      | 9      |
| 7      | Francia     | 2   | 4       | 8      | 14     |
| 8      | Austria     | 1   | 1       | 0      | 2      |
| 9      | Polonia     | 0   | 5       | 4      | 9      |
| 10     | Ucraina     | 0   | 1       | 2      | 3      |
| 11     | Portogallo  | 0   | 1       | 1      | 2      |
| 12     | Israele     | 0   | 0       | 1      | 1      |
| 13     | Slovenia    | 0   | 0       | 1      | 1      |
| 14     | Spagna      | 0   | 0       | 1      | 1      |
| Totale | Totale      | 44  | 44      | 43     | 131    |

## Risultati

### Under-23

#### Uomini
| Eventi                   | Oro                                                            | Tempo           | Argento                                                                 | Tempo               | Bronzo                                                                | Tempo             |
| Velocità                 | Tijmen van Loon                                                | Tijmen van Loon | Anton Höhne                                                             | Anton Höhne         | Willy Weinrich                                                        | Willy Weinrich    |
| Velocità a squadre       | Regno Unito James Bunting Marcus Hiley Hayden Norris           | 44.168          | Germania Anton Höhne Julien Jäger Willy Weinrich                        | 44.174              | Italia Matteo Bianchi Daniele Napolitano Matteo Tugnolo               | 44.951            |
| Chilometro               | Matteo Bianchi                                                 | 1:00.911        | Anton Höhne                                                             | 1:01.316            | Hayden Norris                                                         | 1:01.541          |
| [Keirin                  | Matteo Bianchi                                                 | Matteo Bianchi  | Daniele Napolitano                                                      | Daniele Napolitano  | Anton Höhne                                                           | Anton Höhne       |
| Inseguimento individuale | Nicolas Heinrich                                               | 4:13.524        | Tobias Buck-Gramcko                                                     | 4:14.784            | Manlio Moro                                                           | 4:13.239          |
| Team pursuit             | Italia Davide Boscaro Mattia Pinazzi Manlio Moro Niccolò Galli | 3:55.294        | Belgio Gianluca Pollefliet Noah Vandenbranden Thibaut Bernard Tuur Dens |                     | Francia Clément Petit Nicolas Hamon Eddy Le Huitouze Clément Cordenos | 3:55.647          |
| Gara a punti             | Maximilian Schmidbauer                                         | 64 pts          | Diogo Narciso                                                           | 63 pts              | Gregory Pouvreault                                                    | 53 pts            |
| Scratch                  | William Tidball                                                | William Tidball | Tim Wafler                                                              | Tim Wafler          | Kyrylo Tsarenko                                                       | Kyrylo Tsarenko   |
| Madison                  | Paesi Bassi Yanne Dorenbos Philip Heijnen                      | 54 pts          | Regno Unito William Tidball Samuel Watson                               | 37 pts              | Germania Malte Maschke Tim Torn Teutenberg                            | 26 pts            |
| Omnium                   | Oscar Nilsson-Julien                                           | 165 pts         | Tim Torn Teutenberg                                                     | 163 pts             | Philip Heijnen                                                        | 156 pts           |
| Eliminazione             | Davide Boscaro                                                 | Davide Boscaro  | Tim Torn Teutenberg                                                     | Tim Torn Teutenberg | Filip Prokopyszyn                                                     | Filip Prokopyszyn |

#### Donne
| Eventi                   | Oro                                                                                 | Tempo                    | Argento                                                            | Tempo         | Bronzo                                                                    | Tempo              |
| Velocità                 | Alessa-Catriona Pröpster                                                            | Alessa-Catriona Pröpster | Julie Michaux                                                      | Julie Michaux | Taky Kouame                                                               | Taky Kouame        |
| Velocità a squadre       | Germania Katharina Albers Alessa-Catriona Pröpster Christina Sperlich               | 49.293                   | Polonia Joanna Blaszczak Paulina Petri Nikola Sibiak               | 49.610        |                                                                           |                    |
| 500m da fermo            | Taky Kouame                                                                         | 33.860                   | Veronika Jaborníková                                               | 34.690        | Alessa-Catriona Pröpster                                                  | 34.750             |
| Keirin                   | Alessa-Catriona Pröpster                                                            | Alessa-Catriona Pröpster | Taky Kouame                                                        | Taky Kouame   | Paulina Petri                                                             | Paulina Petri      |
| Inseguimento individuale | Vittoria Guazzini                                                                   | 3:27.222                 | Ella Barnwell                                                      | OVL           | Silvia Zanardi                                                            | 3:29.598           |
| Inseguimento a squadre   | Italia Silvia Zanardi Vittoria Guazzini Eleonora Camilla Gasparrini Matilde Vitillo | 4:18.521                 | Regno Unito Eluned King Ella Barnwell Kate Richardson Sophie Lewis | 4:25.943      | Germania Fabienne Jährig Lana Eberle Lena Charlotte Reißner Hanna Dopjans | 4:27.731           |
| Gara a punti             | Silvia Zanardi                                                                      | 63 pts                   | Daniek Hengeveld                                                   | 57 pts        | Kristina Nenadovic                                                        | 38 pts             |
| Scratch                  | Petra Ševčíková                                                                     | Petra Ševčíková          | Ella Barnwell                                                      | Ella Barnwell | Daniela Campos                                                            | Daniela Campos     |
| Madison                  | Matilde Vitillo Silvia Zanardi                                                      | 36 pts                   | Eluned King Sophie Lewis                                           | 31 pts        | Shari Bossuyt Katrijn De Clercq                                           | 28 pts             |
| Omnium                   | Shari Bossuyt                                                                       | 129 pts                  | Daniek Hengeveld                                                   | 121 pts       | Jade Labastugue                                                           | 115 pts            |
| Gara a eliminazione      | Shari Bossuyt                                                                       | Shari Bossuyt            | Sophie Lewis                                                       | Sophie Lewis  | Kristina Nenadovic                                                        | Kristina Nenadovic |

### Junior

#### Uomini
| Eventi                  | Oro                                                                          | Tempo           | Argento                                                               | Tempo             | Bronzo                                                      | Tempo             |
| Velocità                | Mattia Predomo                                                               | Mattia Predomo  | Marcin Marciniak                                                      | Marcin Marciniak  | Danny-Luca Werner                                           | Danny-Luca Werner |
| Velocità a squadre      | Germania Torben Osterheld Luca Spiegel Danny-Luca Werner                     | 45.069          | Polonia Gracjan Dąbrowski Mateusz Przymusiński Marcin Marciniak       | 45.677            | Italia Milo Marcolli Stefano Minuta Mattia Predomo          | 45.880            |
| Chilometro da fermo     | Matěj Hytych                                                                 | 1:03.076        | Kenneth Meng                                                          | 1:03.302          | Beñat Garaiar                                               | 1:03.364          |
| Keirin                  | Mattia Predomo                                                               | Mattia Predomo  | Marcin Marciniak                                                      | Marcin Marciniak  | Stefano Minuta                                              | Stefano Minuta    |
| Inseguimento Individual | Luca Giami                                                                   | 3:10.784        | Ben Felix Jochum                                                      | 3:10.861          | Josh Tarling                                                | 3:13.478          |
| Inseguimento a squadre  | Italia Alessio Delle Vedove Renato Favero Luca Giami Andrea Raccagni Noviero | 3:59.703        | Germania Ben Felix Jochum Bruno Kessler Tobias Müller Jasper Schröder | 4:03.641          | Regno Unito Ben Wiggins Dylan Hicks Noah Hobbs Josh Tarling | 4:03.669          |
| Gara a punti            | Ben Wiggins                                                                  | 56 pts          | Justus Willemsen                                                      | 50 pts            | Titouan Fontaine                                            | 47 pts            |
| Scratch                 | Rafael Delhomme                                                              | Rafael Delhomme | Lorenzo Anniballi                                                     | Lorenzo Anniballi | Jed Smithson                                                | Jed Smithson      |
| [Madison                | Rep. Ceca Milan Kadlec Matyáš Koblížek                                       | 34 pts          | Paesi Bassi Elmar Abma Justus Willemsen                               | 26 pts            | Regno Unito Dylan Hicks Josh Tarling                        | 23 pts            |
| Omnium                  | Elmar Abma                                                                   | 116 pts         | Noah Hobbs                                                            | 107 pts           | Daniil Yakovlev                                             | 102 pts           |
| Gara a eliminazione     | Matteo Fiorin                                                                | Matteo Fiorin   | Jed Smithson                                                          | Jed Smithson      | Žak Eržen                                                   | Žak Eržen         |

#### Donne
| Eventi                  | Oro                                                                                | Tempo             | Argento                                                                   | Tempo           | Bronzo                                                             | Tempo             |
| Velocità                | Clara Schneider                                                                    | Clara Schneider   | Stella Müller                                                             | Stella Müller   | Julie Nicolaes                                                     | Julie Nicolaes    |
| Velocità a squadre      | Germania Lara-Sophie Jäger Stella Müller Clara Schneider                           | 49.981            | Rep. Ceca Anna Jaborníková Sára Kateřina Peterková Michaela Poulová       | 51.636          | Polonia Natalia Kaczmarczyk Eliza Rabażyńska Natalia Głowacka      | 52.500            |
| 500m da fermo           | Clara Schneider                                                                    | 34.918            | Julie Nicolaes                                                            | 35.177          | Lara-Sophie Jäger                                                  | 36.127            |
| Keirin                  | Anna Jaborníková                                                                   | Anna Jaborníková  | Clara Schneider                                                           | Clara Schneider | Lara-Sophie Jäger                                                  | Lara-Sophie Jäger |
| Inseguimento Individual | Federica Venturelli                                                                | 2:20.808          | Isabel Sharp                                                              | 2:23.571        | Lara Lallemant                                                     | 2:24.778          |
| Inseguimento a squadre  | Italia Francesca Pellegrini Martina Sanfilippo Federica Venturelli Valentina Zanzi | 4:28.759          | Germania Hannah Kunz Justyna Czapla Seana Littbarski-Gray Magdalena Fuchs | 4:33.250        | Polonia Zuzanna Chylińska Anna Długas Maja Tracka Martyna Szczęsna | 4:39.601          |
| Gara a punti            | Isabel Sharp                                                                       | 58 pts            | Aurore Pernollet                                                          | 35 pts          | Hélène Hesters                                                     | 25 pts            |
| Scratch                 | Lani Wittevrongel                                                                  | Lani Wittevrongel | Maja Tracka                                                               | Maja Tracka     | Ori Bash                                                           | Ori Bash          |
| Madison                 | Paesi Bassi Babette van der Wolf Nienke Veenhoven                                  | 24 pts            | Germania Justyna Czapla Jette Simon                                       | 23 pts          | Belgio Hélène Hesters Febe Jooris                                  | 13 pts            |
| Omnium                  | Federica Venturelli                                                                | 147 pts           | Doriane Kaufman                                                           | 113 pts         | Grace Lister                                                       | 107 pts           |
| Gara a eliminazione     | Barbora Nĕmcová                                                                    | Barbora Nĕmcová   | Anna Kolyzhuk                                                             | Anna Kolyzhuk   | Awen Roberts                                                       | Awen Roberts      |